# دورون ماتالون
دورون ماتالون (بالعبرية: דורון מטלון، من مواليد 20 مايو 1993) حاملة لقب ملكة جمال إسرائيلية التي حصلت على لقب ملكة جمال إسرائيل 2014 ومثلت بلادها في مسابقة ملكة جمال الكون 2014، خلال الحدث العالمي أثارت صورة (سيلفي) على صفحة إنستغرام التقطتها ملكة جمال إسرائيل مع ملكة جمال لبنان سالي جريج غضبا في بيروت، دفع البعض إلى الدعوة لسحب اللقب من متسابقة بلادهم في منافسات ملكة جمال الكون لتعاملها مع «العدو».

## حياتها
ولد دورون ماتالون ونشأ في بيت أريه عوفاريم. يعمل والدها كمدير في شركة آي بي إم ووالدتها تعمل كمعلمة في رياض الأطفال. معنى اسمها هو «هدية» باللغتين العبرية واليونانية. عملت برتبة رقيب في القيادة الشمالية للجيش الإسرائيلي.
في ديسمبر 2011 ، اكتسب ماتالون دعاية وطنية بعد حادثة فصل بين الجنسين في حافلة في القدس. قالت إن رجلاً حريديًا يبلغ من العمر 45 عامًا طالبها بالانتقال إلى مؤخرة الحافلة ، وهددها ووصفها بالعاهرة ، لكنها رفضت. وقد غطت وسائل الإعلام الإسرائيلية الحادثة على نطاق واسع ، وأصبحت رمزًا لتمكين المرأة. ووجه ماتالون الاتهامات ، وأدين الرجل فيما بعد بالتحرش بها جنسيا.